# Антропокосмізм
Антропокосмізм — (від давньогрец. ανθρωπος — людина, κόσμος — організований світ)  — концепція світогляду, згідно з якою людство має прагнути мети, визначеної природою. Ця ідея була запропонована українським біологом Миколою Холодним, який використовує поняття природи в контексті Всесвіту. Антропокосмізм контрастує з антропоцентризмом, оскільки Холодний вважає піднесення людини над природою компенсаторним явищем, спричиненим страхом перед нею. Натомість антропокосмізм пропонує бачити людину всередині природи, а не поза нею.

## Історія
Однією з центральних ідей філософа Григорія Сковороди було поняття сродної праці, яка є не тільки засобом, а й сенсом життя. Сродна праця - це покликання людини, а антропокосмізм - шлях до пошуку покликання людства.